# Råggejaure (Arjeplogs socken, Lappland, 740622-155906)
Råggejaure är en sjö i Arjeplogs kommun i Lappland och ingår i Piteälvens huvudavrinningsområde. Sjön har en area på 0,42 kvadratkilometer och ligger 835,1 meter över havet.

## Delavrinningsområde
Råggejaure ingår i det delavrinningsområde (740606-155938) som SMHI kallar för Utloppet av Padjesavon. Medelhöjden är 821 meter över havet och ytan är 15,56 kvadratkilometer. Räknas de 91 avrinningsområdena uppströms in blir den ackumulerade arean 1 550,89 kvadratkilometer. Avrinningsområdets utflöde Piteälven mynnar i havet. Avrinningsområdet består mestadels av skog (26 procent) och kalfjäll (67 procent). Avrinningsområdet har 1,1 kvadratkilometer vattenytor vilket ger det en sjöprocent på 7,1 procent.